# Frank Edward Smith
Frank Edward "F.E." Smith, född den 14 oktober 1876 i Birmingham, död den 1 juli 1970, var en brittisk fysiker.
Efter grundläggande utbildning vid Birmingham Municipal Technical School fick Smith 1895 ett treårsstipendium (ARCS av första klassen) för studier vid Royal College of Science och efter studietiden fortsatte han där som lärare och instruktör, bland annat under Norman Lockyer som var professor i astrofysik och som gjorde honom ansvarig för instruktion om och underhåll av de elektriska instrumenten. Han gick över från RCS till National Physical Laboratory 1901 under Richard Glazebrook, där han 1909 blev förste assistent ("principal assistant") och 1917 överintendent för den elektriska avdelningen. Han sysslade där i hög utsträckning med att fastställa värden på internationella enheter som ohm, volt och ampere, ta fram standarder för dessa och konstruera mätinstrument. Bland de senare märks en strömvåg med en precision på 20 μA vid en strömstyrka på 1 A och "silvervoltmetern", som ansågs vara dåtidens mest tillfölitliga. Han konstruerade också, i samarbete med Arthur Schuster, Schuster-Smith-magnetometern för mätningar av jordens magnetfält. 1910 sändes han till Washington D.C. för att bistå National Bureau of Standards med implementeringen av internationella enheter för elektricitet. När första världskriget bröt ut blev National Physical Laboratory inblandat i den brittiska flottan och Smith började därefter arbeta under Amiralitetet som 1920 bildade en avdelning för vetenskaplig forskning under Smiths ledning. 1929 erbjöds han anställning som sekreterare vid "Departementet för vetenskaplig och industriell forskning" (Department of Scientific and Industrial Reasearch, DSIR), vilket han accepterade. Efter nio år som sekreterare vid DSIR accepterade han, nu 62 år gammal, ett erbjudande från Anglo-Iranian Oil (senare British Petroleum, BP) som "rådgivare inom vetenskaplig forskning och utveckling", en tjänst han innehade till 1955 då han slutligen pensionerade sig som 78-åring.

## Utmärkelser
Smith valdes in som fellow i Royal Society 1918 och satt i dess styrelse 1922-1924, samt var sällskapets fysiksekreterare 1929-1937.
Han tilldelades Order of the British Empire 1918 för sina insatser under första världskriget, samt utsågs till Commander of the British Empire 1922 och Companion av Bathorden 1926 för sina insatser vid Amiralitetet. Han tilldelades vidare Knight Commander av Bathorden 1931, Knight Grand Cross of the British Emipre 1939 och Knight Grand Cross av Bathorden 1942.
Smith utsågs till hedersdoktor (D.Sc.) vid Oxford 1926 och Sheffield 1936, samt tilldelades hedersdoktorat i juridik (LL.D.) vid Birmingham 1930 och Abderdeen 1931.
Han tilldelades Hughesmedaljen av Royal Society 1925, Duddellmedaljen av Physical Society 1927 och Faradaymedaljen av Institution of Electrical Engineers 1934.